# PWS-51
PWS-51 – polski samolot sportowy skonstruowany w 1930 w Podlaskiej Wytwórni Samolotów, zbudowany w jednym egzemplarzu.

## Historia
Samolot został zaprojektowany w latach 1929-1930 przez inż. Stanisława Cywińskiego w Podlaskiej Wytwórni Samolotów, z własnej inicjatywy fabryki, jako jeden z kilku samolotów przeznaczonych specjalnie do uczestnictwa w Międzynarodowych Zawodach Samolotów Turystycznych Challenge 1930 (ponadto PWS-8, PWS-50, PWS-52). Prototyp został zbudowany z pomocą finansową LOPP i oblatany na wiosnę 1930 w Białej Podlaskiej (pilot Franciszek Rutkowski). 
Prędkość maksymalna prototypu była o 18 km/h większa, od zakładanej i był on tylko 10 kg cięższy od projektu (w przeciwieństwie do PWS-8 i PWS-50). Był pierwszym samolotem sportowym PWS o konstrukcji mieszanej.

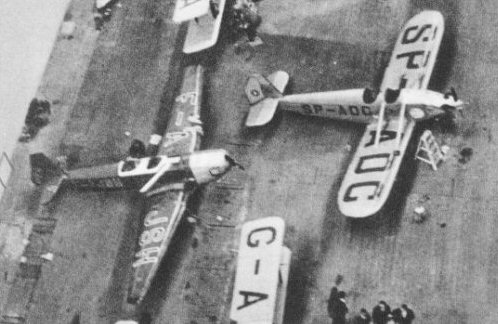
PWS-51 (SP-ADC, po prawej), przed zawodami Challenge.

## Użycie
Samolot ze znakami rejestracyjnymi SP-ADC i numerem startowym O7 wziął udział w zawodach Challenge 1930 w lipcu 1930, pilotowany przez kpt. Józefa Lewoniewskiego. Przeleciał większość trasy lotu okrężnego, lecz 28 lipca z powodu uszkodzenia przewodu olejowego musiał przymusowo lądować pod Wiedniem i się wycofać.
Później samolot był przez używany przez Klub Lotniczy przy Podlaskiej Wytwórni Samolotów. Brał udział w kilku zawodach lotniczych w Polsce, bez większych sukcesów. We wrześniu-październiku 1930 zajął 10. miejsce w III Krajowym Konkursie Awionetek, pilotowany przez K. Stefaniuka, mimo uszkodzenia samolotu. W 1931 podczas remontu wymieniono silnik na również gwiazdowy Walter Vega NZ (85 KM) z samolotu PWS-8, z pierścieniem Townenda.
W czerwcu 1933 samolot został uszkodzony podczas lotu do Krakowa na  V Lot Południowo-Zachodniej Polski. Podczas remontu po raz kolejny wymieniono silnik, na rzędowy ADC Cirrus III z samolotu PWS-50 (85 KM). Samolot został jednak ponownie rozbity przez A. Uszackiego podczas IV Lubelsko-Podlaskich Zimowych Zawodów Lotniczych 2-4 lutego 1934, po czym został skasowany.

## Opis techniczny
Zastrzałowy dolnopłat o konstrukcji mieszanej. Kadłub o przekroju prostokątnym, zaokrąglony od góry, kratownicowy, spawany z rur stalowych, kryty płótnem oraz blachą aluminiową w części osłony silnika. Płat prostokątny z zaokrąglonymi końcówkami, dwudźwigarowy, dwudzielny, konstrukcji drewnianej, kryty płótnem i sklejką do drugiego dźwigara. Płat podparty dwiema parami zastrzałów z rur stalowych. Usterzenie drewniane, stateczniki kryte sklejką, stery płótnem.
Załoga w dwóch odkrytych kabinach w układzie tandem, wyposażonych w wiatrochrony. Kabiny miały podwójne sterownice, w kabinie pasażera drążek sterowy był wyjmowany. Za kabiną był bagażnik.
Podwozie stałe, trójgoleniowe, w układzie klasycznym, z osią łamaną i amortyzatorami olejowo-powietrznymi oraz płozą ogonową. 
Silnik z przodu kadłuba. Śmigło dwułopatowe, drewniane, stałe. Zbiornik paliwa pojemności 100 l umieszczony w kadłubie przed kabiną. Przelotowe zużycie paliwa 22 l/h.